# West-Cappel

West-Cappel este o comună în departamentul Nord, Franța. În 1 ianuarie 2022 avea o populație de 640 de locuitori.